# Међународни карневал Тиват
Међународни карневал Тиват је културно-туристичка манифестација која се од 2018. године одржава у Тивту. Манифестација је основана на иницијативу невладиног удружења „Машкарада” Тиват. У склопу Међународног карневала организује се и љетњи дечји карневал.  Покровитељи манифестације су Општина Тиват и Туристичка организција Тиват. У мају исте године Тиват је постао члан Федерације европских карневалских градова (FECC), као пети црногорски карневалски град, члан ове највеће светске организације карневалских градова. Према проценама представника Федерације, тиватски карневал има потенцијал да постане један од престижних.

## О карневалу
На тиватски карневал долазе карневалске групе и маске из свих држава региона бивше Југославије, као и из Италије, Француске, Немачке, Холандије, Украјине, Шведске... На другом Међународном фестивалу у Тивту гостовала је и карневалска група Brazil Bahia Show из Бразила. Њихов наступ био је централна атракција овог карневала, а то је уједно био и први пут да се на неком карневалу у Црној Гори појављује једна бразилска карневалска група.
Маскирана поворка, предвођена Градском музиком Тиват и мажореткињама, пролази улицама Тивта до градског шеталишта Пине, где карневалске групе приређују перформанс. Међународни карневал у Тивту посећује више хиљада посетилаца.
Тиватски карневалисти учествују и на карневалима у другим градовима члановима Федерације европских карневалских градова, па су тако у фебруару 2020. године групном маском „Љепотица и звијер” победили на 42. карневалу у Брауншвајгу, у категорији ходајућих група.

### Програм карневала
1. дан: Предпрограм карневала (изложбе и сл.)
2. дан: Машкарана (маскирана) регата у Тиватском заливу
3. дан: Међународна карневалска поворка, перфоманс карневалских група, концерт неке од певачких звезда из региона
4. дан: Дјечја карневалска поворка, перфоманс изабраних групних маски

### Први карневал 2018.
На првом Међународном карневалу Тиват учествовале су 22 карневалске групе, које је чинило 500 карневалиста, од којих су 300 гости из иностранства. Гостујуће групе дошле су из Италије, Словеније, Хрватске, Босне и Херцеговине, Србије, Македоније и Албаније. Промоција карневала је отпочела већ у фебруару 2018. на Сајму туризма у Београду, као и на Ријечком и Струмичком карневалу, када су иницијално и контактиране прве иностране карневалске групе. У марту месецу потврђена је и препорука за учлањење Тивта у Федерацију европских карневалских градова (FECC), а потврда чланства уследиа је на 38. конвенцији Федерације, одржане у Шапцу у мају исте године, чиме је Тиват постао пети црногорски карневалски град, члан ове највеће светске организације карневалских градова. Манифестацију су присуствовали представници Интернационалног борда Федерације Европских Карневалских Градова, функционери FECC Црне Горе, и депутат FECC Aruba.

### Трећи карневал 2020.
Трећи Међународни карневал Тиват, који је требало да се одржи током јуна месеца 2020. године, отказан је због пандемије корона вируса. Следећи карневал најављен је за јуни 2021.

### Маскирана „Бубијада”
Током другог Међународног карневала у Тивту одржан је и Међународни сусрет власника олдтајмер Фолксваген аутомобила. Они су учествовали на карневалу као „Машкарана бубијада”. Власници аутомобла су у својим пригодно маскираним олдтајмерима и сами носећи посебне костиме, продефиловали улицама Тивта, а после тога аутомобили су били изложени у на Пинама. На „Бубијади” је учествовало око 50 олдтајмера из држава региона и око 150 заљубљеника у ова возила.

## Дечји карневал
Дечји карневал организује се истовремено са Међународним карневалом. Године 2018. такође је организован први пут, а намера градских власти је да и овај карневал постане традиционалан. На њему учествују деца из вртића и основних школа у Тивту и градовима из окружења, као и мале мажореткиње. На карневалу је учествовало око 700 деце са 36 групних маски, присуствовало је неколико хиљада посетилаца.
- Водитељке ревијалног програма